# Klosterkirche Uetersen

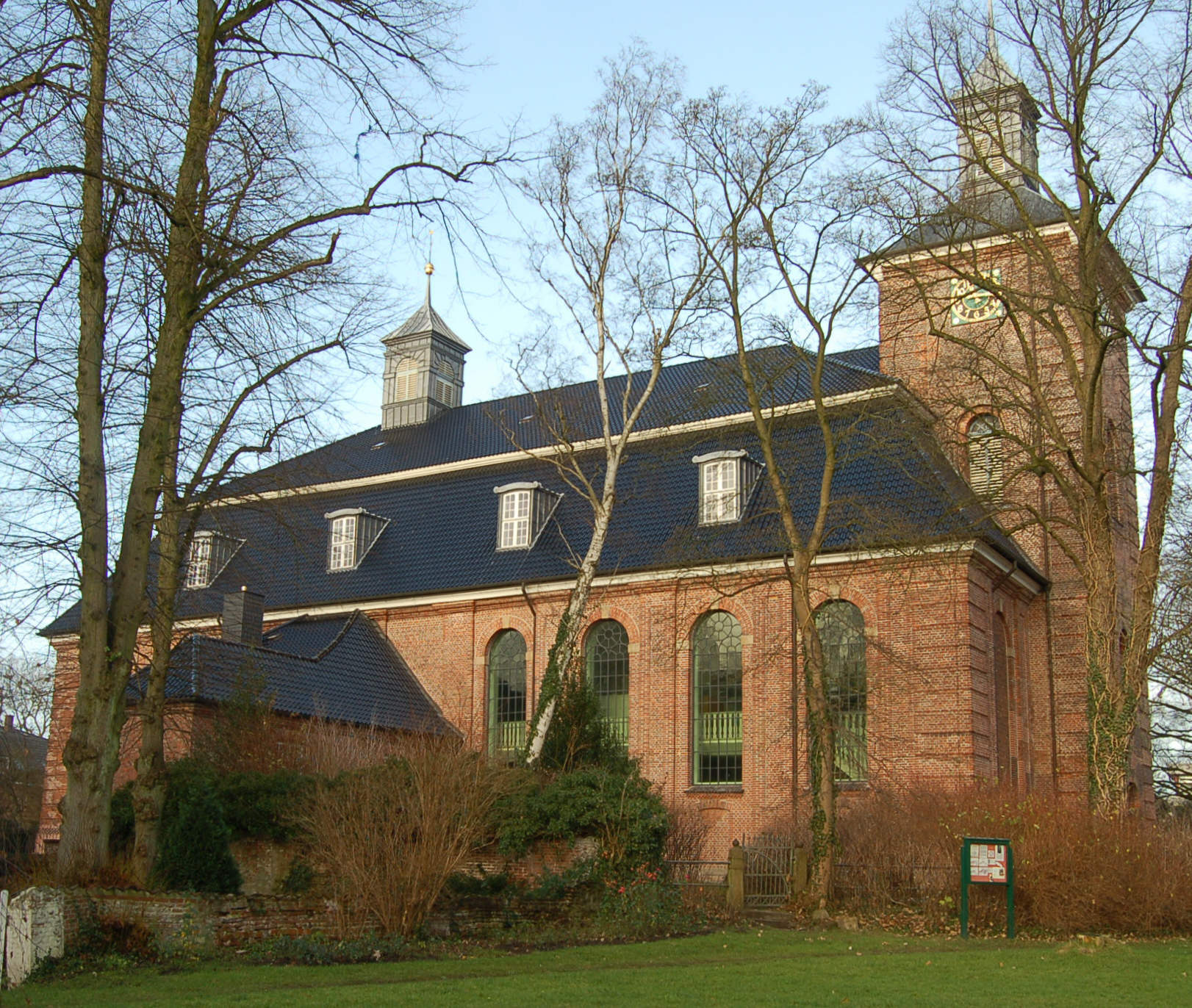
Die Kirche von Nordosten

Die sogenannte Klosterkirche (Bauzeit: 1747 bis 1749) in Uetersen in Schleswig-Holstein liegt im Bereich des adeligen Damenstiftes Kloster Uetersen, eines ehemaligen Zisterzienserinnenklosters. Zum Zeitpunkt der Erbauung war das Kloster schon in ein adeliges Damenstift umgewandelt worden. Es handelt sich im eigentlichen Sinn also nicht um eine Klosterkirche.

## Geschichte
Der Vorgänger der Kirche am Kloster war die alte Klosterkirche, die um 1239/40 gebaut wurde und wegen Baufälligkeit 1738 abgerissen wurde. Die Grundmauer der alten Kirche ist als Stützmauer zum Klosterfriedhof noch erhalten, ihre Glocke ist in der heutigen Kirche ausgestellt. Die neue Kirche wurde von Baumeister Jasper Carstens aus Jersbek und Landesbaumeister O. J. Müller aus Kopenhagen in den Jahren 1748 und 1749 errichtet. Der Uetersener Propst Benedikt von Ahlefeldt regte den Bau der Kirche an und förderte ihn finanziell. Bürger Uetersens und Marschbauern, die Mitglieder der Gemeinde waren trugen durch den Kauf von Kirchenstühlen einen Teil der Baukosten.

## Bau

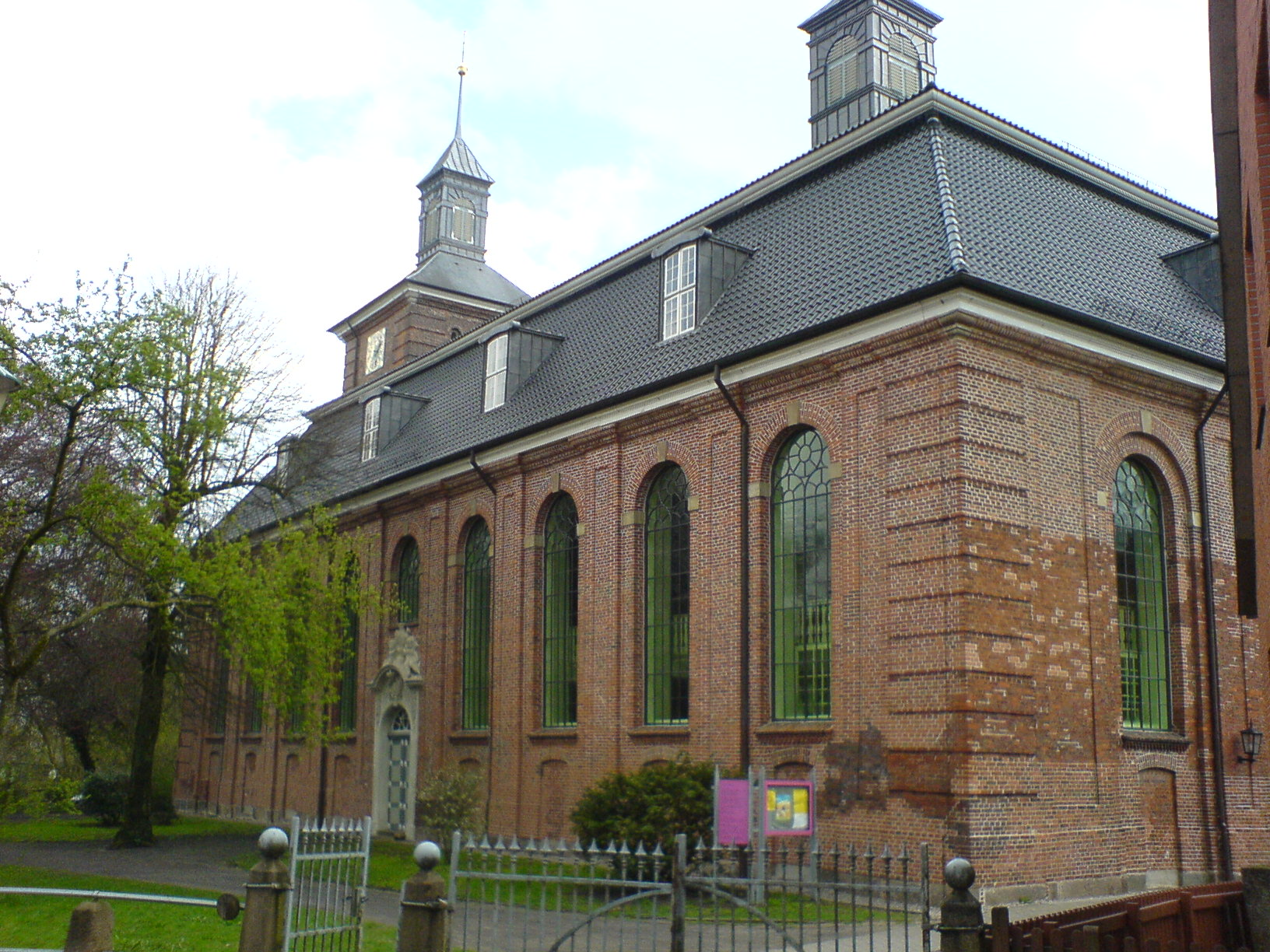
Die Kirche von Nordwesten

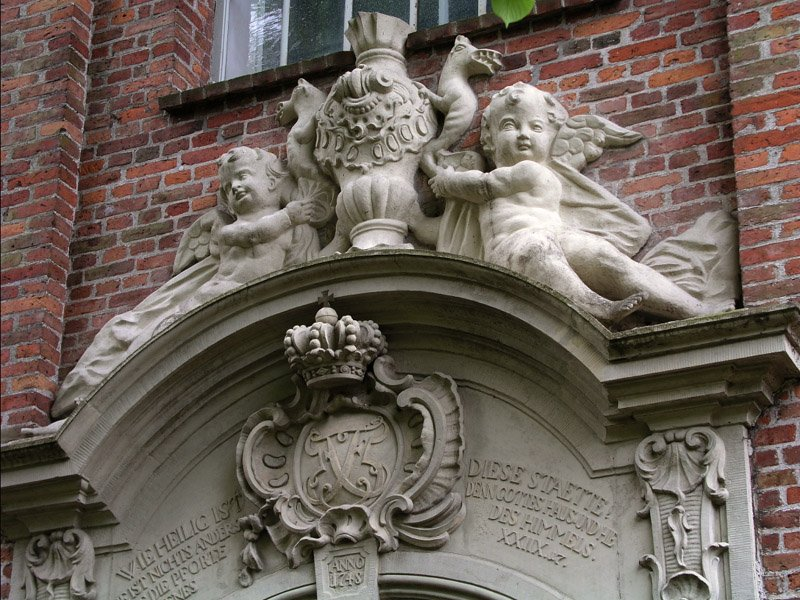
Relief über dem Nordportal von Carl Ulrich Jemmerich

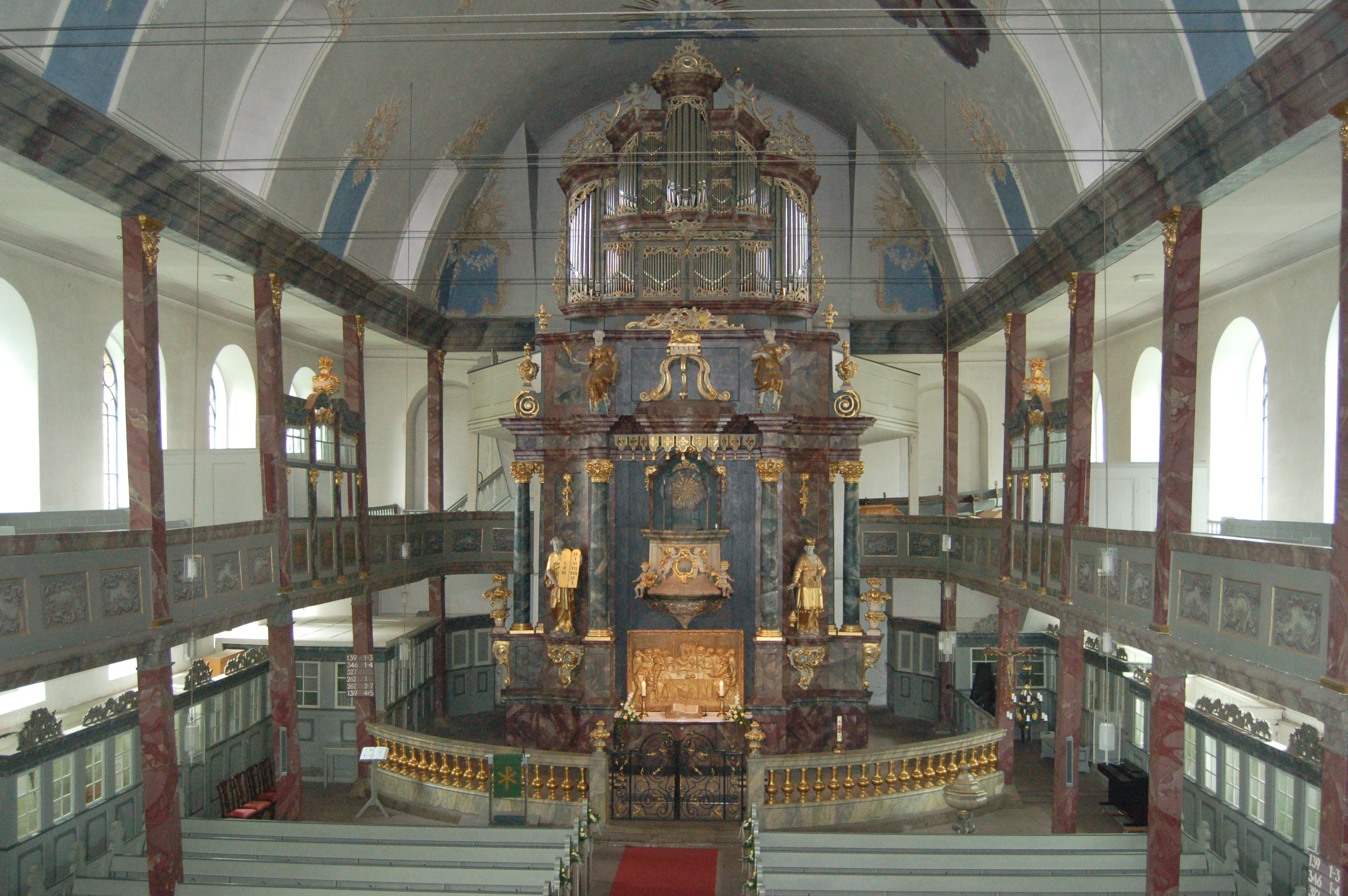
Blick nach Osten: Kanzelaltar

Die Kirche am Kloster ist ein spätbarocker Backsteinbau. Zusammen mit der Rellinger Kirche und der Heilig-Geist-Kirche in Barmstedt gehört das Uetersener Gotteshaus zu den bedeutsamsten barocken Sakralgebäuden des Kreises Pinneberg.
Es handelt sich um eine Saalkirche von neun Achsen über längsrechteckigem Grundriss. Der gesamte Kirchenbau ruht auf Granitquadersockeln, die aus einem Hünengrab gewonnen wurden. Der relativ kleine, in das Kirchenschiff halb eingebundene Turm steht auf der Ostseite hinter dem Chor. Das ist eine Besonderheit, die Türme anderer Kirchen der Region liegen fast immer im Westen. Im Osten befindet sich ein Dachreiter, eine Eigenart der Zisterzienserkirchen, die hier beibehalten wurde.
Das Kirchenschiff ist ungewöhnlich groß und geräumig und zeugt vom Repräsentationsbedürfnis des Bauherrn. Große Korbbogenfenster und Pilaster gliedern die Außenwände. Das schiefergedeckte Mansarddach enthält zudem Mansardfenster, daher ist der Innenraum recht hell.
Das alte Hauptportal befindet sich auf der Nordseite. Es ist überwölbt von einem Sandsteinrelief. Zwischen zwei geflügelten nackten Putten steht eine Vase mit seepferdchenähnlichen Henkeln. Das Spiegelmonogramm „F5“ erinnert an den Landesherrn König Friedrich V. von Dänemark. Er hatte zu dem Bau seine Zustimmung gegeben. Beidseitig daneben erscheint folgender Text aus 1.Mose 28, 17
Wie heilig ist diese Stätte!
Hier ist nichts anders denn Gottes Haus,
und hier ist die Pforte des Himmels

## Innenraum
Eine umlaufende, auf Holzpfeilern ruhende Empore grenzt den Umraum vom Binnenraum ab. Auf der Empore sieht man zwei gegenüberliegende, gleichartige Logen, die von je einer reich verzierten Vase bekrönt werden. Eine Loge trägt das Wappen der Reventlows. Auf der Westempore befand sich ursprünglich die Loge der Konventualinnen, es ist heute die Chorempore. Der Innenraum der Kirche ist von einem hölzernen, von unten verputzten Muldengewölbe überdeckt. Es zeigt ein großes Deckenfresko von Giovanni Battista Innocenzo Colombo.

## Ausstattung
- Kanzelaltar
Der große Altar stammt aus der Bauzeit der Kirche. Es ist ein Kanzelaltar, das heißt, die Kanzel ist in den Altaraufsatz integriert, in diesem Fall auch die Orgel. Der Altar wurde von dem Hamburger Bildhauer Johann Georg Engert geschaffen, der auch die Altäre der Altonaer Hauptkirche und der St.-Georgkirche in Hamburg schuf. Der Entwurf stammt vom Landbaumeister Otto Johann Müller. Bemalt und vergoldet wurde er vom Kunstmaler Johann Herbst. Die Kanzeluhr aus dem 16. Jahrhundert wurde 1984 zerstört.[1]

- Das Altarrelief mit der Abendmahlsszene stammt noch von der alten Kirche. Gestiftet wurde es von Kapitän Georg Wibers im Jahr 1691. Der Rahmen ist jünger, er wurde 1749 geschaffen.
- Die Barockorgel wurde 1749 von Johann Dietrich Busch erbaut. Einige Pfeifen und auch das Holzmaterial von der Orgel der alten Kirche wurden wiederverwendet. 1978 fand eine umfangreiche Restaurierung durch die Firma Rud. von Beckerath aus Hamburg statt.

- Deckenfresko
Das Fresko „Verherrlichung der Dreieinigkeit“ des Schweizer Künstlers Giovanni Battista Innocenzo Colombo stammt aus dem Jahr 1749. Es ist das bedeutendste Werk dieser Art in Schleswig-Holstein. Der Künstler stellt die Dreieinigkeit dar, indem den geöffneten Himmel zeigt. Durch Lichteffekte und perspektivische Verkürzung entsteht die Illusion von Räumlichkeit und Weite. Die Taube im Zentrum ist das Symbol des Heiligen Geistes. Sein Strahlenglanz scheint auf Gottvater und seinen Sohn. Die Szene wird von musizierenden und jubilierenden Engeln umrahmt. An einigen Stellen sprengt das Gemälde den Rahmen, Engel und Wolken quellen über den Stuck hinaus.

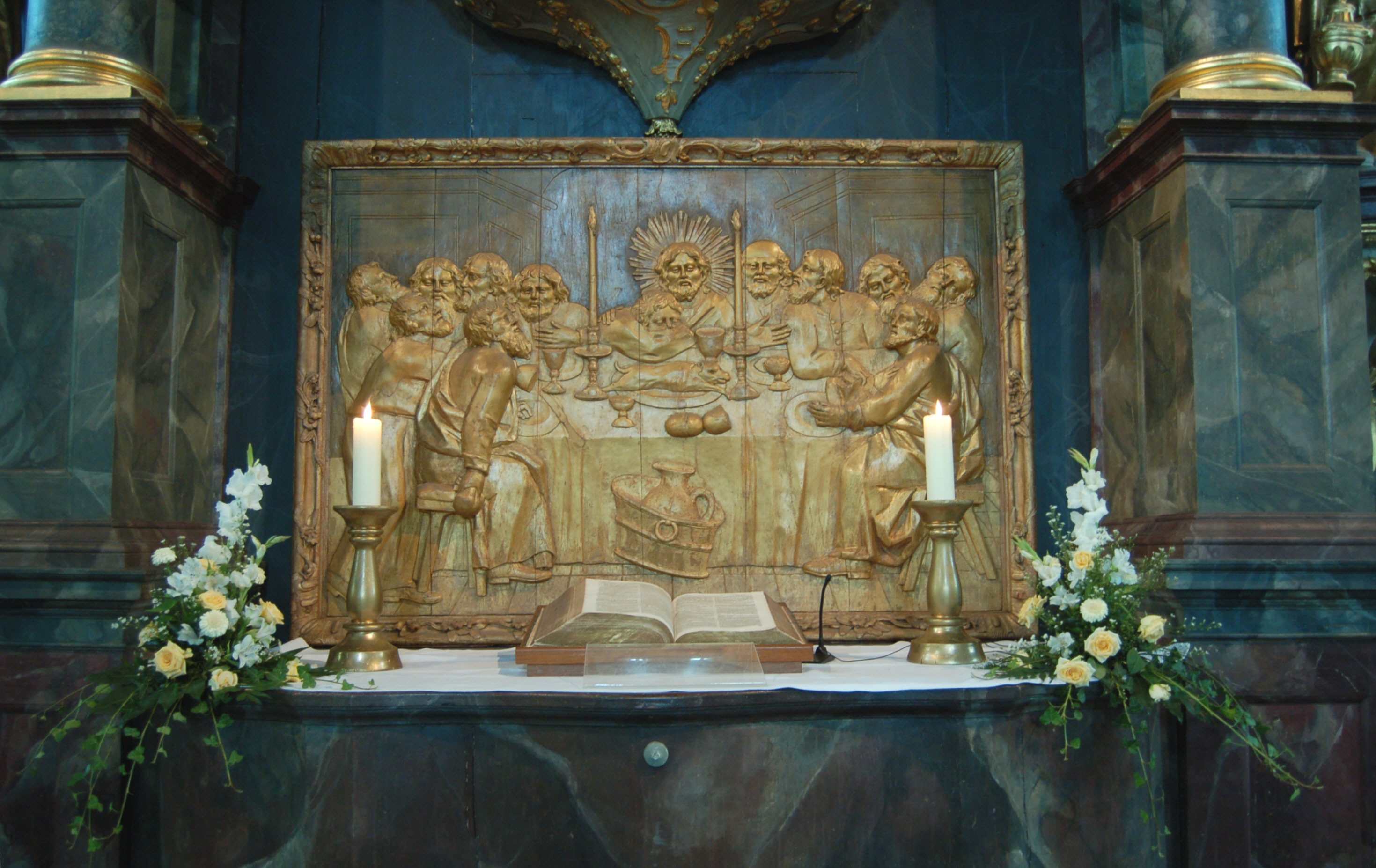
Altarrelief von 1691
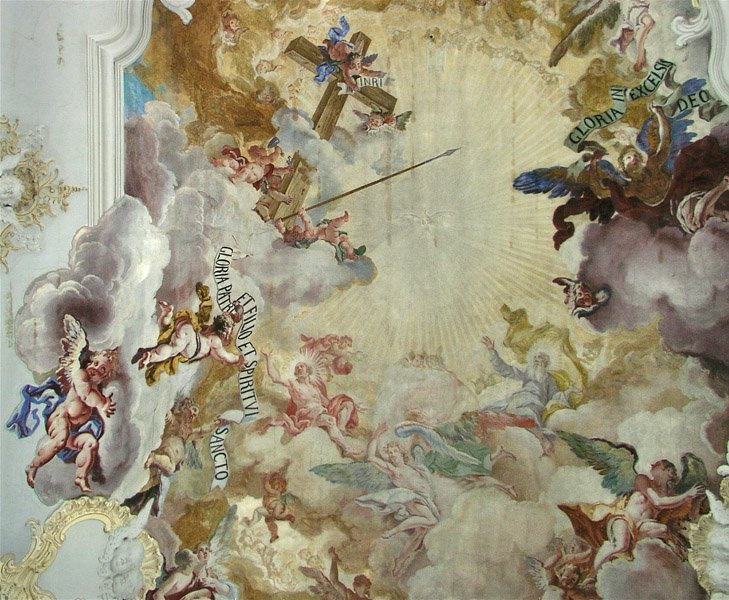
Fresko von Colombo 1
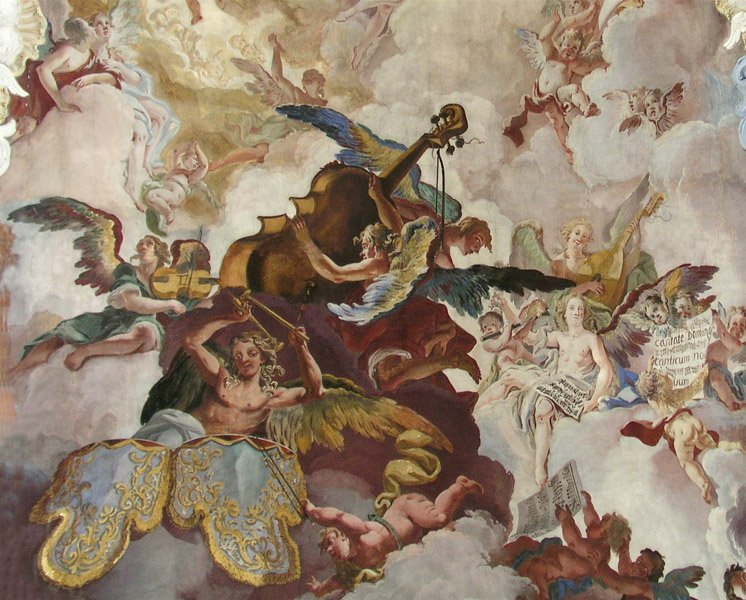
Fresko von Colombo 2

- Kruzifixe

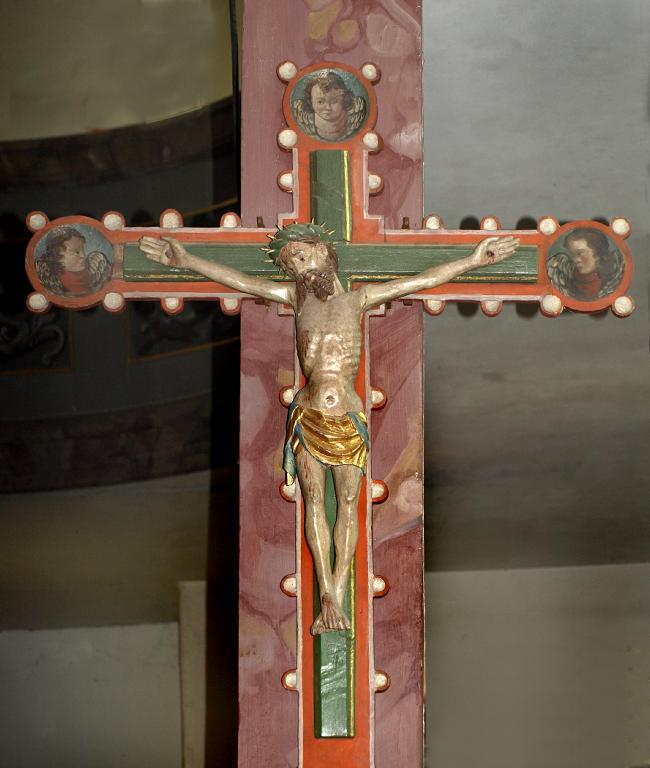
Spätgotisches Kruzifix

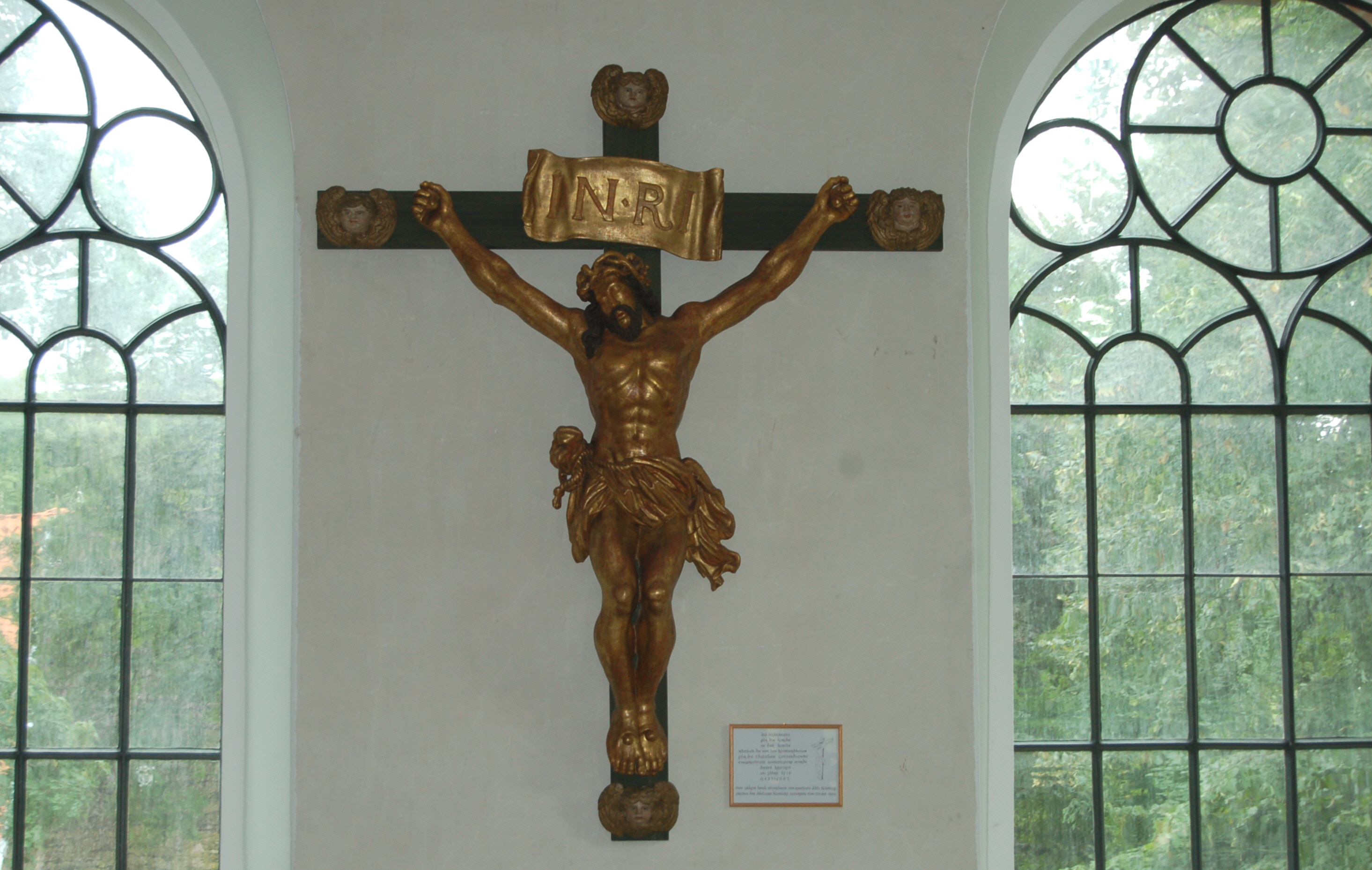
Barockes Kruzifix

- Ein spätgotisches Kruzifix aus dem 15. Jahrhundert hängt an der Säule rechts neben dem Altar. Es wurde früher als Vortragekreuz zu Prozessionen verwendet. Die Malereien an den Endscheiben sind barock.
- Ein barockes Kruzifix von 1716 hängt an der Südwand der Empore. Korpus und Schriftrolle sind vergoldet, und an den Kreuzenden sind Engelsköpfe aufgesetzt. Schon in Aufzeichnungen der alten Kirche wird es als „großes vergüldetes Crucifix“ erwähnt. Es wurde gestiftet von Gräfin Anna Emerentia von Reventlow, Priorin des Uetersener Klosters von 1713 bis 1753.

- Taufe
Das Becken der um 1700 entstandenen hölzernen Taufe wird von drei Delphinen getragen. Sie gelten als frühchristliches Symbol des rettenden Christus. Die handgetriebene Taufschale aus Messing zeigt folgende Gravierung: „J.E.M.V.S Anno 1700“. Vermutlich wurde sie von der Jungfer Elsalbe Maria von Schacken gestiftet.
- Kronleuchter von 1663
Der aus Schmiedeeisen und geschnittenem Eisenblech hergestellte Kronleuchter ist eine Stiftung der Priorin Margaretha von Ahlefeldt. Er hat zwei Lichkränze und zeigt Meerestiere als Symbole der lebenspendenden Taufe. Nach oben wird er von drei Halbadlern und einer Krone abgeschlossen.
- Gotteskasten
Der Opferkasten wird von einer Skulptur des armen Lazarus getragen. Auf den Eisenbeschlägen stehen die Jahreszahlen 1646 und 1674. Eine ähnliche Figur findet man auch in der  Kirche von Seester.
- Glocke der alten Klosterkirche
Im Vorraum der Kirche ist die Glocke der ehemaligen Klosterkirche ausgestellt. Sie trägt Zierfriese und eine Inschrift. Danach wurde sie 1742 von J.A.Bieber in Hamburg gegossen. Klöppel und Aufhängung sind verloren.

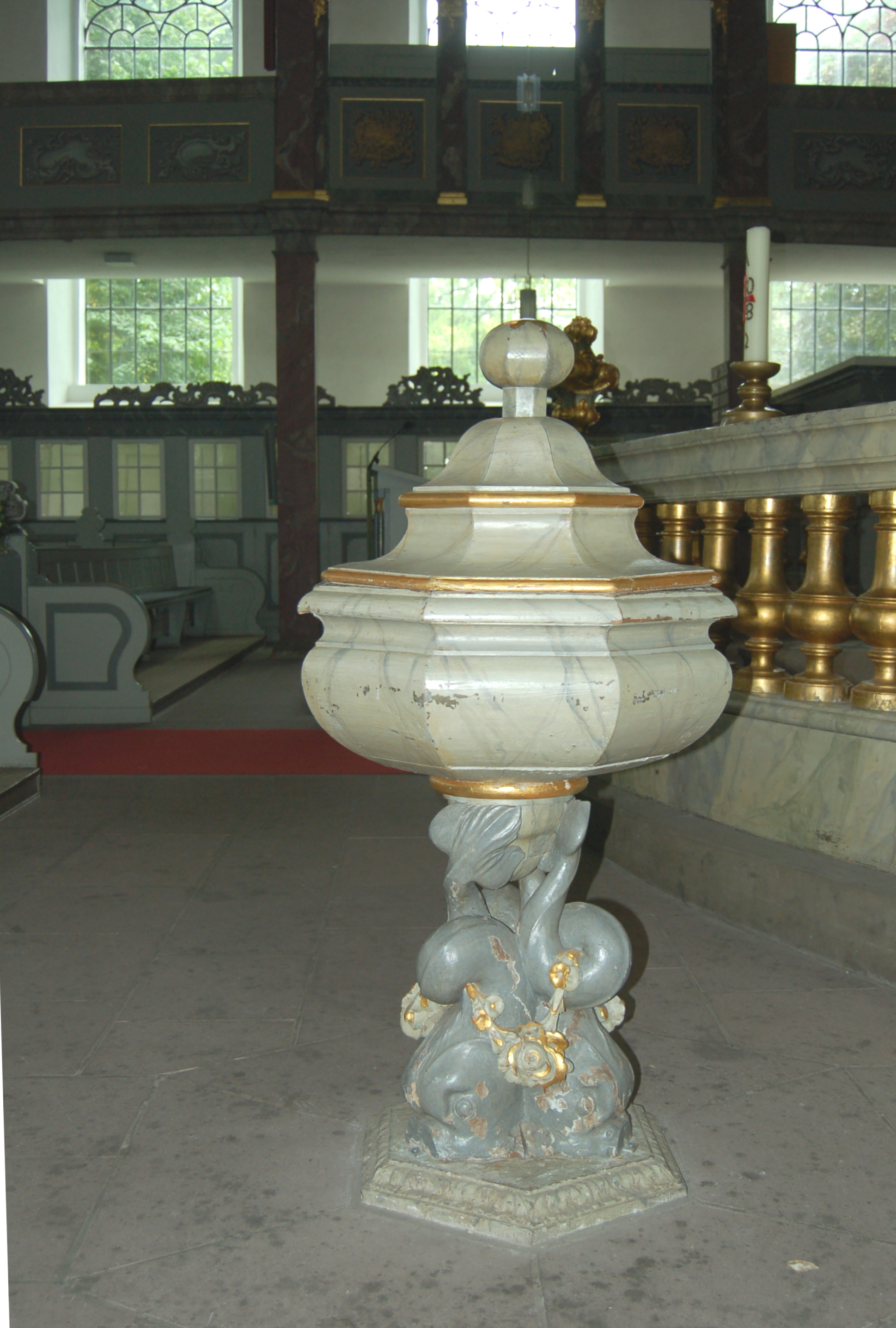
Taufbecken mit Delphinen
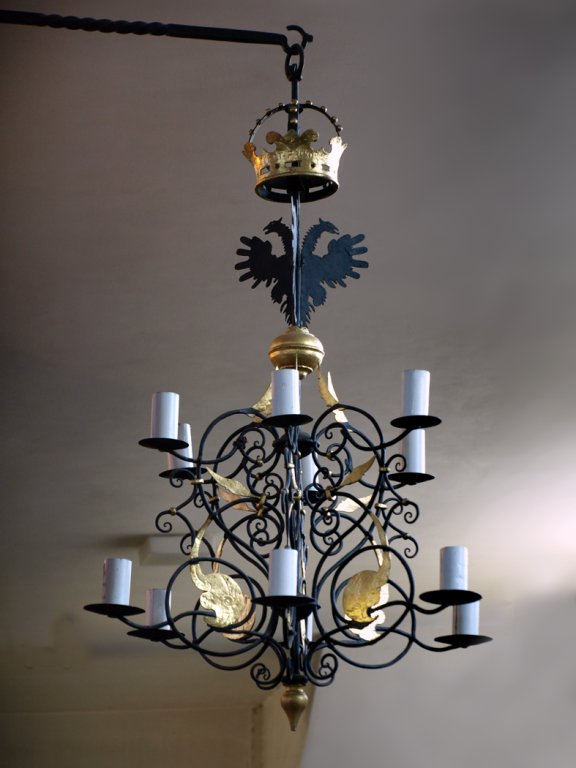
Kronleuchter von 1663
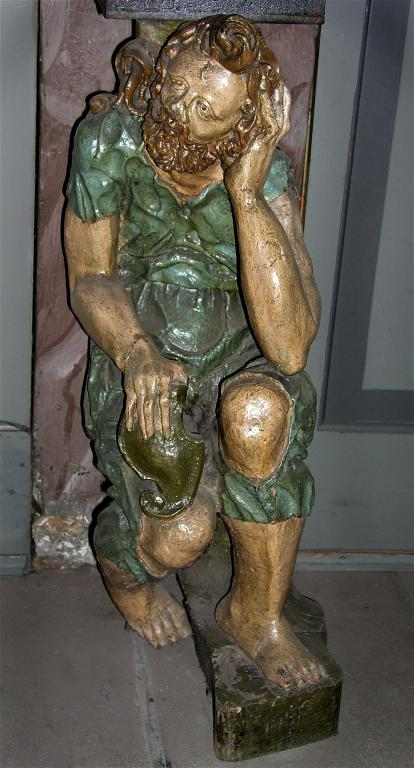
Gotteskasten mit Lazarus
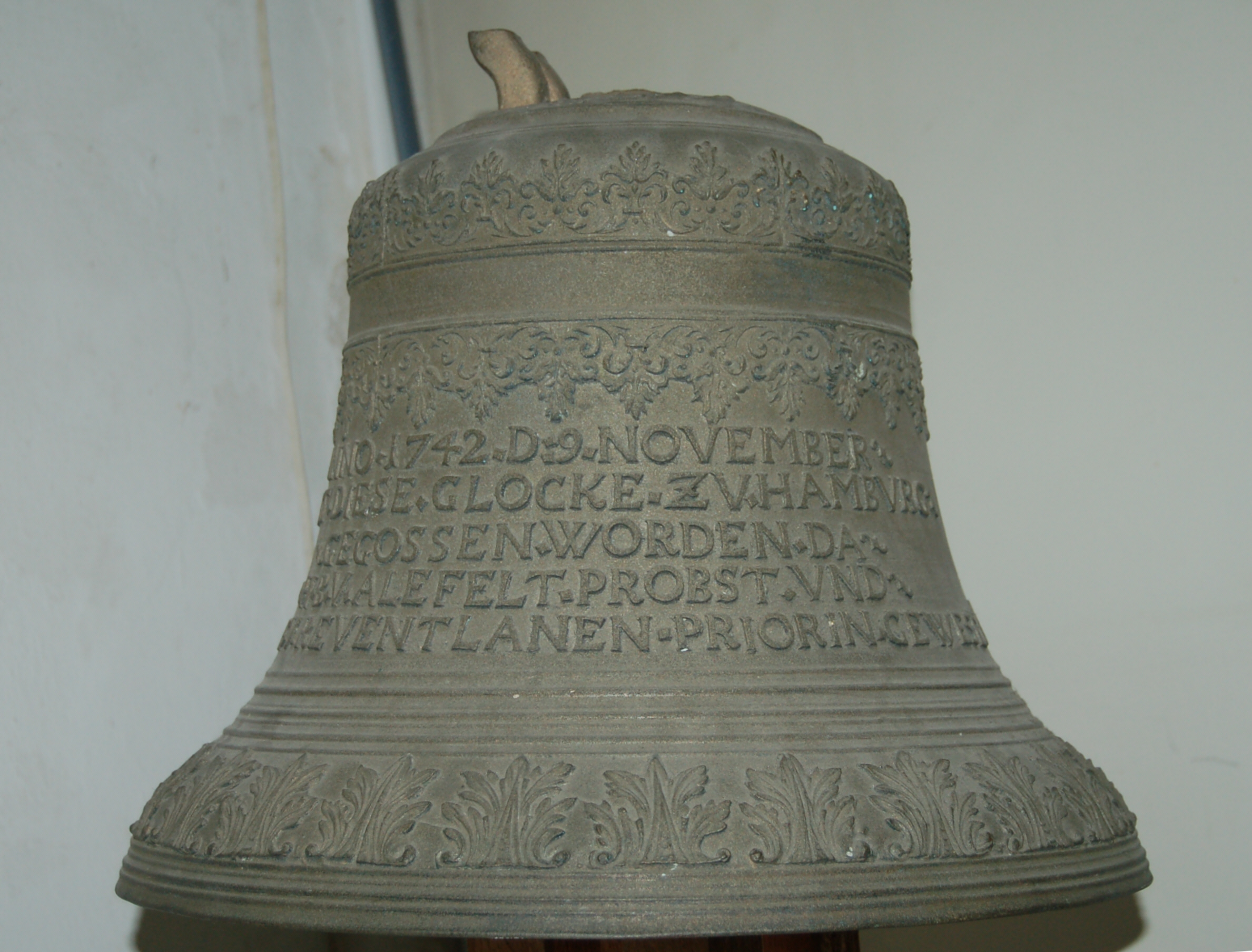
Kirchenglocke von 1742 mit Zierfriesen und Inschrift; stammt aus der alten Klosterkirche

## Grabplatten
Folgende Grabplatten befinden sich hinter dem Altar der Kirche:
- 1. Henning von Qualen (1703–1785), Oberpräsident von Altona und Klosterprobst von Uetersen
- 2. Katharina von Reventlow (1713–1781), Priörin des Klosters Uetersen
- 3. Marie Antoinette von Ahlefeldt (1711–1764), deutsche Reichsgräfin und Priorin des Klosters Uetersen
- 4. Magdalena Lucretia von Zepelin (auch: Zepelinen) (1701–1760)
- 5. Margaretha Hedwig von Buchwald (1710–1769), Priorin des Klosters Uetersen

Weitere Grabplatten im Mittelgang sind:
- 1. Elisabeth Johanna Meyer (1731–1772), geboren in Hamburg, und Adolph (Friedrich) Meyer (1700–1775), geboren in Leipzig, Magister und hamburgischer Pastor (Doppelgrab)
- 2. Matthias Bunde Faber († 20. September 1773), Kammerdiener. 1813 wurden in diesem Grab drei ältere Särge beigesetzt, deren Grabkammern verfallen waren, unter ihnen auch Margaretha von Ahlefeldt (1613–1681), deutsche Wohltäterin und Priorin des Klosters Uetersen.

Nördlich, südlich und östlich der Kirche liegen folgende Grabplatten:
- 1. Nönchen (Erbbegräbnis der Familie Nöchen in Glinde)
- 1. Hinrich Hauschilt (1661–1726), 1680 verheiratet mit Catrin Tode
- 2. Joachim Tantau (1725–1778), verheiratet mit Abelona Schipmann (1741–1821)
- 3. Claus Siepke († 1663)
- 4. Jacob Lienau (1781–1827)

## Erhaltungsarbeiten an der Kirche
- 1888 
Neuausmalung des Innenraums unter der Leitung des Dekorationsmalers Adolf Möller
- 1933
 Anstrich der Innenwände und Instandsetzung des Deckengemäldes durch Otto Thämer
- 1962/63
Restaurierung des Innenraums unter der Leitung des Architekten Dr. Rehder aus Nienstedten und des Restaurators B. Mannewitz aus Bad Oldesloe.
- 1998
 Umfassende Restaurierung in mehreren Bauabschnitten unter Leitung des Architekten K. Gelhaar aus Kaltenkirchen.
- 2010
 Restaurierung des Deckengemäldes. Schließung der Kirche für 1 Jahr.